# Yvonne Hébert
Yvonne Hébert, de son vrai nom Marie Marguerite Hébert-Blondel, est une actrice française, née le 2 janvier 1902 à Paris 6e et morte le 15 janvier 1990 à Paris (16e arrondissement).

## Filmographie

### Cinéma
- 1931 : Côte d'Azur de Roger Capellani - Suzanne
- 1931 : Quand te tues-tu ? de Roger Capellani
- 1931 : Une nuit à l'hôtel de Léo Mittler - Louise
- 1931 : La Brigade du bruit de Louis Mercanton - court métrage -
- 1931 : Casimir de Roger Capellani - court métrage -
- 1931 : L'habit fait le moine, réalisation anonyme (court métrage)
- 1931 : La Malle de Louis Mercanton - court métrage -
- 1931 : Ménages ultra-modernes de Serge de Poligny - court métrage -
- 1931 : Octave de Louis Mercanton - court métrage -
- 1932 : Occupe-toi d'Amélie de Richard Weisbach et Marguerite Viel - Irène
- 1932 : Pour vivre heureux de Claudio Della Torre
- 1932 : Quick de Robert Siodmak - Marion
- 1932 : Un homme sans nom de Gustav Ucicky et Roger Le Bon - Grete
- 1932 : La Méthode Crollington de André Bay - court métrage -
- 1933 : Ces messieurs de la Santé de Pierre Colombier - Claire
- 1933 : Fantômas Hôtel de Jean de Marguenat - court métrage -
- 1934 : Chourinette d'André Hugon : Jacqueline
- 1934 : L'Or de Karl Hartl et Serge de Poligny
- 1935 : Jonny, haute-couture de Serge de Poligny - Yvonne
- 1936 : L'Homme sans cœur de Léo Joannon
- 1936 : La Souris bleue de Pierre-Jean Ducis
- 1937 : Sarati le Terrible de André Hugon - Maryse
- 1947 : Le Comédien de Sacha Guitry - La directrice du cabinet de lecture
- 1948 : Le Diable boiteux de Sacha Guitry - Une dame de compagnie
- 1949 : La Cage aux filles de Maurice Cloche - La femme de Freddy
- 1949 : Le Trésor de Cantenac de Sacha Guitry
- 1950 : Deburau de Sacha Guitry - La caissière
- 1950 : Meurtres ? de Richard Pottier - Mme de Marcielle
- 1951 : Monsieur Octave de Maurice Téboul
- 1951 : La Poison de Sacha Guitry - Julie
- 1954 : Si Versailles m'était conté... de Sacha Guitry
- 1956 : Assassins et Voleurs de Sacha Guitry - La nymphomane
- 1956 : Mitsou de Jacqueline Audry
- 1957 : Le Grand Bluff de Patrice Dally
- 1957 : Les trois font la paire de Sacha Guitry et Clément Duhour - Mme Walter
- 1958 : La Vie à deux de Clément Duhour - Une dîneuse
- 1959 : Vous n'avez rien à déclarer ? de Clément Duhour
- 1960 : Le Pavé de Paris de Henri Decoin - La mère

### Télévision
- 1966 : Au théâtre ce soir : La Prétentaine de Jacques Deval, mise en scène Robert Manuel, réalisation Pierre Sabbagh, Théâtre Marigny
- 1966 : Les Cinq Dernières Minutes, épisode  Histoire pas naturelle  de Guy Lessertisseur
- 1968 : Au théâtre ce soir : Mademoiselle de Jacques Deval, mise en scène Jacques-Henri Duval, réalisation Pierre Sabbagh, Théâtre Marigny
- 1970 : Au théâtre ce soir : La Manière forte de Jacques Deval, mise en scène Pierre Mondy, réalisation Pierre Sabbagh, Théâtre Marigny

## Théâtre
- 1922 : Le Maître à l'école d'Emmanuel Dénarié, Théâtre de l'Odéon
- 1923 : Romance de Robert de Flers et Francis de Croisset d'après Edward Sheldon, Théâtre de l'Athénée
- 1952 : Le Bonheur des méchants de Jacques Deval, mise en scène de l'auteur, Théâtre des Bouffes-Parisiens
- 1954 : La Manière forte de Jacques Deval, mise en scène de l'auteur, Théâtre de l'Athénée
- 1959 : Une histoire de brigands de Jacques Deval, mise en scène de l'auteur, Théâtre des Ambassadeurs
- 1962 : L'Amour de toi d'Yvonne Gautier et François Dereyne, mise en scène Daniel Crouet, Théâtre Charles de Rochefort
- 1966 : La Prétentaine de Jacques Deval, mise en scène Robert Manuel,   Théâtre Marigny